# Le Mystère du val Boscombe
Le Mystère du val Boscombe, aussi traduite Le Mystère de la vallée de Boscombe (The Boscombe Valley Mystery en version originale), est l'une des cinquante-six nouvelles d'Arthur Conan Doyle mettant en scène le détective Sherlock Holmes. Elle est parue pour la première fois dans la revue britannique The Strand Magazine en octobre 1891, avant d'être regroupée avec d'autres nouvelles dans le recueil Les Aventures de Sherlock Holmes (The Adventures of Sherlock Holmes).

## Résumé

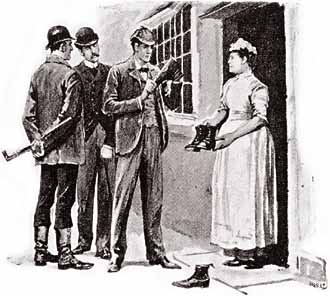
Holmes examinant les chaussures de la victime. Illustration de Sidney Paget.

### L'Affaire
Dans le paisible Herefordshire, deux familles australiennes expatriées coexistent : les Turner et les McCarthy. John Turner, riche propriétaire terrien veuf, vit avec sa fille Alice, tandis que sur leurs terres résident Charles McCarthy et son fils James, également privés d'épouse et de mère. Cette tranquillité apparente vole en éclats lorsque Charles McCarthy est retrouvé mort près de l'étang de Boscombe, où il devait apparemment rencontrer quelqu'un. Les témoignages s'accumulent rapidement contre James MacCarthy : on l'a vu suivre son père dans les bois avec un fusil, une violente dispute a été entendue, et il a été retrouvé auprès du corps.

### L'Enquête
Alice Turner, persuadée de l'innocence de James, fait appel à l'inspecteur Lestrade, qui sollicite l'aide de Sherlock Holmes. Le récit de James, bien que confirmant certains faits, offre une autre perspective. Il chassait quand il a entendu l'appel caractéristique de son père ("Cooee"), une dispute a éclaté, mais il affirme être parti avant de revenir sur un cri pour trouver son père mourant. Deux détails intriguent : le mot "rat" prononcé par son père et une cape mystérieusement disparue. Alice révèle alors que Charles McCarthy voulait forcer James à l'épouser, une union à laquelle tous s'opposaient, y compris son père.

### La Révélation
L'enquête méticuleuse de Holmes révèle la présence d'un troisième homme sur les lieux : un gaucher, grand et boiteux, amateur de cigares. Ces indices mènent à John Turner, qui finit par confesser à Holmes et Watson. Son histoire remonte à l'Australie, où il était membre du gang de Ballarat. Lors d'un braquage, il avait épargné Charles McCarthy, alors conducteur du convoi. Enrichi et repenti, Turner avait reconstruit sa vie en Angleterre, mais McCarthy l'avait retrouvé et fait chanter, obtenant terres et argent. L'exigence du mariage entre James et Alice et la discussion entre McCarthy et James dans laquelle McCarthy presse son fils « son fils d’épouser ma fille avec aussi peu d’égards pour ses sentiments 
que si ç’eût été une garce des rues. » fut l'ultime provocation qui poussa Turner au meurtre. Turner avoue aussi à Holmes qu'il a un diabète et qu'il mourra bientôt et il avoue aussi qu'il n'aurait pas laissé James être condamné à sa place.
Holmes, comprenant la complexité morale de la situation, garde le secret de Turner, qui meurt sept mois plus tard. James, dont le précédent mariage avec une serveuse s'avère nul, est acquitté grâce à l'intervention du détective. L'histoire se conclut sur la perspective d'un bonheur possible entre James et Alice, qui ignoreront toujours le sombre passé liant leurs pères. 

## Adaptations

### Cinéma et télévision
La nouvelle a été adaptée en 1912 par Georges Tréville sous forme de court métrage muet. Le film fait partie d'une série de huit films franco-britanniques adaptés des aventures du détective et produits par Éclair Films avec Georges Tréville lui-même dans le rôle de Holmes. Ce court-métrage est considéré comme un film perdu.
En 1922, la nouvelle est adaptée dans la série de 47 films holmésiens dans laquelle Eille Norwood interprète Sherlock Holmes.
La BBC réalise en 1968 une adaptation de la nouvelle dans la série Sherlock Holmes avec Peter Cushing dans le rôle-titre.
La nouvelle a été adaptée en 1991 dans la série britannique Sherlock Holmes avec Jeremy Brett dans le rôle du détective. En français, le titre de l'épisode est Le Mystère de la vallée.

### Théâtre
En 2017, la nouvelle est adaptée en France par Christophe Delort et Christophe Auzolles sous forme de pièce de théâtre intitulée Sherlock Holmes et le mystère de la vallée de Boscombe. La pièce est interprétée par Youen Chen, Karim Wallet et Charlotte Gachon, qui jouent chacun le rôle de plusieurs personnages de l'histoire. La pièce est jouée à Paris dans différents théâtres avant d'être également jouée dans d'autres villes de France.

## Livre audio
- Arthur Conan Doyle, Le Mystère de la vallée de Boscombes [« The Boscombe Valley Mystery »], Paris, La Compagnie du savoir, coll. « Les enquêtes de Sherlock Holmes », 2011 (BNF 42478157)Narrateur : Cyril Deguillen ; support : 1 disque compact audio ; durée : 1 h 10 min environ ; référence éditeur : La Compagnie du savoir CDS064. Le nom du traducteur n'est pas indiqué. Le titre du livre audio inclut la faute au nom « Boscombes ».